# グレゴリー・チャイティン

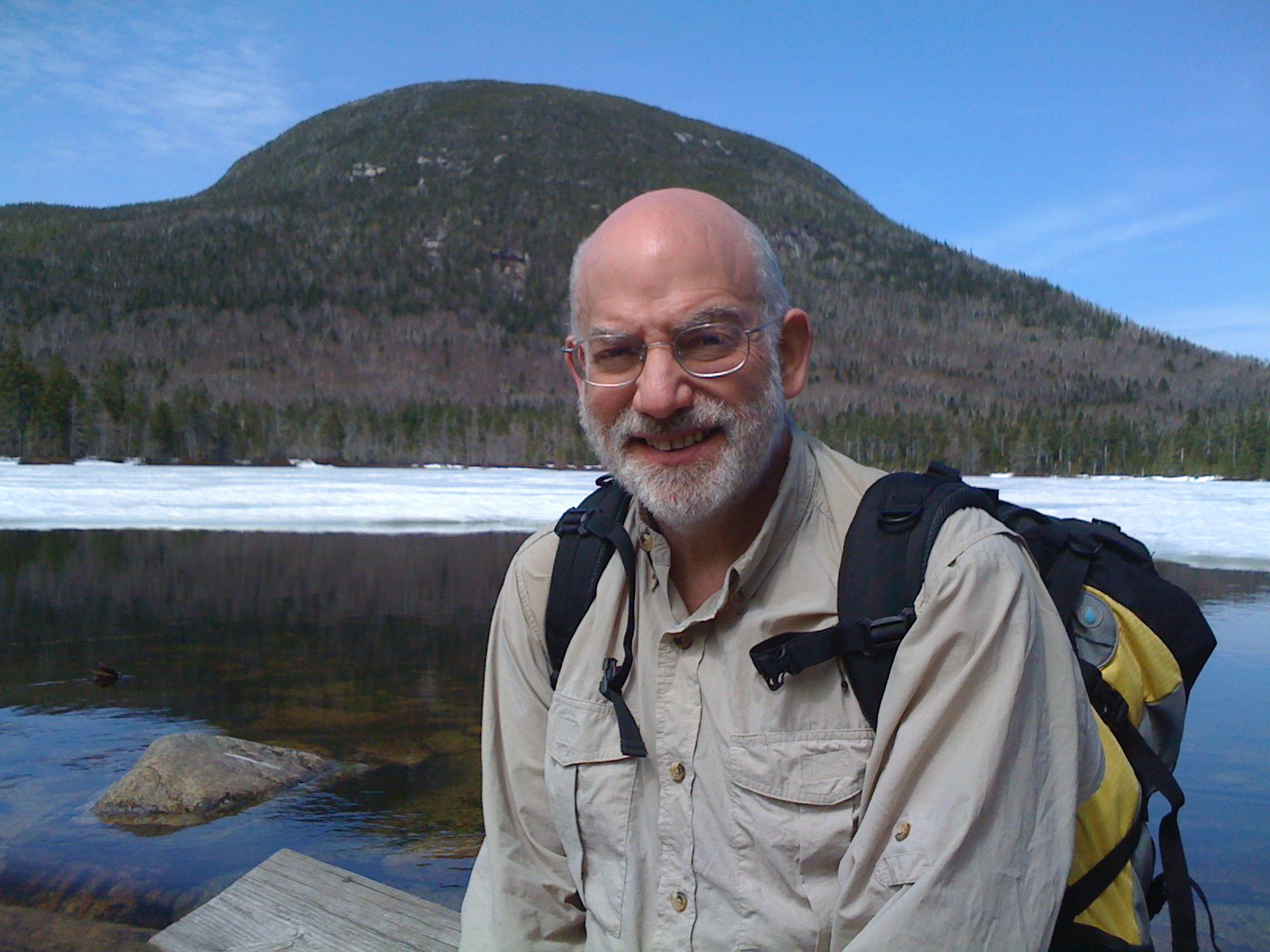
ハイキング中

グレゴリー・チャイティン（Gregory "Greg" J. Chaitin, 1947年 - ）は、アルゼンチン出身、アメリカ在住の数学者、コンピュータ科学者。
1960年代に情報理論の分野に、ゲーデルの不完全性定理とよく似た現象を見いだす。つまり、その分野上での決定不可能な命題を発見し別種の不完全性定理を得た。チャイティンの定理によると、十分な算術を表現可能などのような理論においても、いかなる数であろうともcよりも大きなコルモゴロフ複雑性を有することがその理論上では証明できないような、上限 c が存在する。ゲーデルの定理が嘘つきのパラドックスと関係しているのに対し、チャイティンの結果はベリーのパラドックスに関係している。
1995年に、メイン大学から博士号を授与される。IBMのトーマス・J・ワトソン研究所に勤務した後、現在はリオデジャネイロ連邦大学に在籍。
幾つかの本を執筆しており、日本語に訳されている。

## 著作
- Algorithmic Information Theory, (Cambridge University Press, 1987)
- Information, Randomness & Incompleteness, (World Scientific, 1987)
- Information-Theoretic Incompleteness, (World Scientific, 1992)
- The Limits of Mathematics, (Springer-Verlag 1998)
  - 邦訳「数学の限界」 黒川利明(訳) エスアイビーアクセス 2001年 ISBN 4434011189
- The Unknowable, (Springer-Verlag 1999)
  - 邦訳「知の限界」 黒川利明(訳) エスアイビーアクセス 2001年 ISBN 443401238X
- Exploring Randomness, (Springer-Verlag 2001)
- Conversations with a Mathematician, (Springer-Verlag 2002)
  - 邦訳「セクシーな数学」 黒川利明(訳) 岩波書店 2003年 ISBN 4000062727
- From Philosophy to Program Size, (Tallinn Cybernetics Institute 2003)
- Meta Math!: The Quest for Omega, (Pantheon Books 2005)
  - 邦訳「メタマス!」 黒川利明(訳) 白揚社 2007年 ISBN 4826901380
- Thinking about Gödel & Turing, (World Scientific, 2007)
- Proving Darwin: Making Biology Mathematical, (Pantheon Books, 2012)
  - 邦訳『ダーウィンを数学で証明する』水谷淳(訳) 早川書房 2014 ISBN 4152094478